# Marc Kammann
Marc Kammann (* 13. Juli 1997) ist ein deutscher Ruderer. Er ist Teil des Deutschland-Achters.

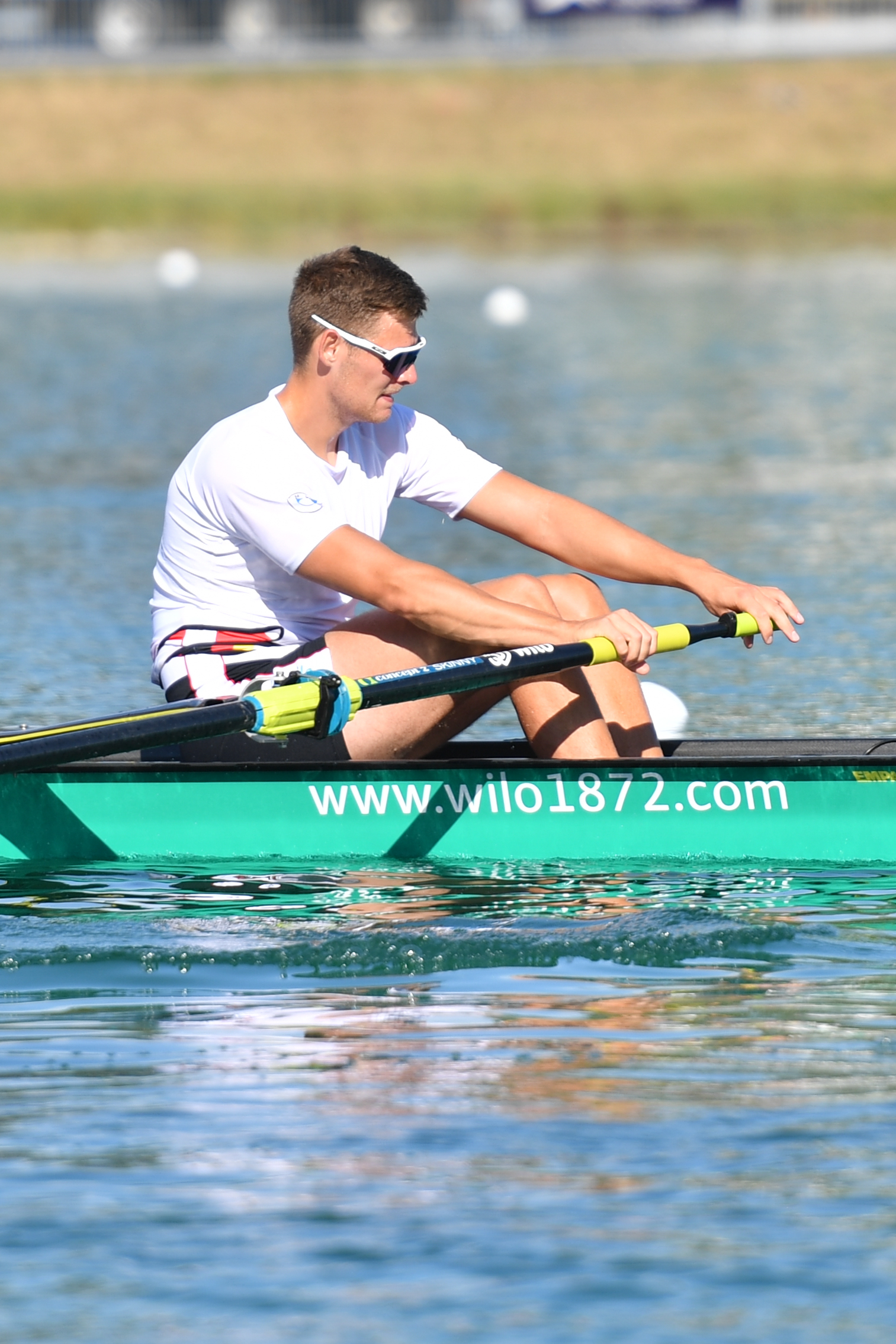
Marc Kammann im 4-

## Werdegang
Marc Kamann begann seine Karriere im Jahre 2008 beim RC Tegel. Seit 2012 ruderte er dann für den Hamburger und Germania RC. Dort begann er auch seine Leistungssport-Karriere. Nach ersten Erfolgen im U-23 Bereich, wurde Marc Kammann für den Deutschland-Achter nominiert. Des Weiteren studiert er Betriebswirtschaftslehre.

## Größte Erfolge
- 2015: Junioren-Weltmeisterschaft 8+, 3. Platz
- 2017: U23-Weltmeisterschaft 4-, 8. Platz
- 2018: U23-Weltmeisterschaft 4-, 5. Platz
- 2019: U23-Weltmeisterschaft 4-, 4. Platz
- 2023: Weltmeisterschaften 8+, 5. Platz[4]